# Ingvar Rydell
Gustav Ingvar Rydell (født 7. maj 1922, død 20. juni 2013) var en svensk fodboldspiller (angriber), der var med til at vinde to internationale bronzemedaljer for Sverige i 1950'erne.
På klubplan repræsenterede Rydell Malmö FF, og han vandt fire svenske mesterskaber med klubben.
Rydell spillede 14 landskampe og scorede ni mål for Sverige i perioden 1948-1952. Han var med til at vinde bronze med Sveriges landshold ved VM 1950 i Brasilien. Han spillede én af svenskernes fem kampe i turneringen, den sidste mod Spanien, som svenskerne vandt med 3-1. Dette resultat sikrede holdet bronzemedaljen efter Uruguay og Brasilien.
Rydell var desuden med på det svenske landshold til sommer-OL 1952, hvor holdet vandt bronze. I Sveriges første kamp vandt de 4-1 over Norge, og Rydell scorede til 3-0 i den kamp. I kvartfinalen besejrede Sverige Østrig med 3-1, og her cementerede Rydell sejren med kampens sidste mål. I semifinalen blev det til et nederlag på 0-6 til Ungarn, og i kampen om tredjepladsen vandt svenskerne 2-0 over Vesttyskland; her scorede Rydell det første mål.
I sit civile live arbejdede Rydell i et familieejet papirfremstillingsfirma.

## Titler
Allsvenskan
- 1949, 1950, 1951 og 1953 med Malmö FF

Svenska Cupen
- 1948, 1952 og 1954 med Malmö FF